# Frank Dobson (scultore)
Frank Dobson (Londra, 18 novembre 1886 – Londra, 22 luglio 1963) è stato uno scultore britannico.
Influenzato dal cubismo, ritrasse spesso nudi femminili monumentalizzandone le forme.